# Красное Озеро (Татарстан)
Красное Озеро — опустевшая деревня в Тетюшском районе Татарстана. Входит в состав Кильдюшевского сельского поселения.

## География
Находится в юго-западной части Татарстана на расстоянии приблизительно 21 км на юг-юго-запад по прямой от районного центра города Тетюши.

## История
Была основана в 1920-х годах.

## Население
Постоянных жителей насчитывалось в 1938 — 125, в 1949 — 112, в 1958 — 120, в 1970 — 129, в 1979 — 86, в 1989 — 24. Постоянное население составляло 13 человек (мордва 77 %) в 2002 году, 0 в 2010.